# Air Mandalay
Air Mandalay Limited (mã IATA = 6T) là hãng hàng không của Myanma, trụ sở đặt tại Yangon. Hãng có căn cứ ở Sân bay quốc tế Yangon. Hiện nay hãng có các tuyến đường quốc nội, 1 tuyến quốc tế tới Thái Lan và các chuyến bay thuê bao tới các nước trong khu vực.

## Lịch sử
Air Mandalay được thành lập ngày 6.10.1994, là hãng hàng không liên doanh đầu tiên ở Myanma giữa "Air Mandalay Holdings Singapore" (51%) và Myanmar Airways. Ngày 18.10.1994 hãng có chuyến bay quốc nội đầu tiên từ Yangon tới Mandalay. Ngày 27.8.1995 hãng mở tuyến bay quốc tế từ Yangon tới Chiang Mai (Thái Lan).

## Các nơi đến
(Tháng 5/2007):
- Myanma

- Bagan
- Heho
- Kengtong
- Mandalay
- Naypyidaw
- Sittwe
- Tachilek
- Thandwe
- Yangon

- Thái Lan

- Chiang Mai

## Đội máy bay
(Tháng 2/2008):
- 1 ATR 42-320
- 3 ATR 72-212